# 外尔特征标公式
外尔特徵標公式（Weyl's character formula) 描述緊李羣不可約表示的特徵標。其名來自證明者赫尔曼·外尔。
定義：羣G的表示r的特徵標為一函數 {\displaystyle \chi :G\rightarrow C}，{\displaystyle \chi (g):=Tr(r(g))}，其中Tr 為線性算子之迹。 （由彼得-外尔定理 可知緊李羣的任何不可約表示都是有限維的；故迹之定義為線性代數中之定義。）
特徵標 χ 記住了表示 r 本身的重要訊息。 外尔特徵標公式用羣G的其他資料來表達 χ 。 本文考慮複表示，不失一般亦設其為酉表示，因而「不可約」亦等價於「不可分解」（即非二子表示之直和）。

## 公式
緊李羣G 之不可約表示之特徵標符合下式：
{\displaystyle {\sum _{w\in W}(-1)^{\det(w)}w(e^{\lambda +\rho }) \over e^{\rho }\prod _{\alpha >0}(1-e^{-\alpha })}}
其中
- ρ 為羣G 之外尔向量，即各正根之和之半；
- W 為 外尔羣；
- λ 為不可約表示之 最高權；
- α 遍歴G之每一正根。

## 外尔分母公式
在 1 維表示的特例中，特徵標為 1, 而外尔特徵標公式簡化成 外尔分母公式：
{\displaystyle {\sum _{w\in W}(-1)^{\det(w)}w(e^{\rho })=e^{\rho }\prod _{\alpha >0}(1-e^{-\alpha })}.}
若G為特殊么正羣，則簡化成范德蒙行列式的等式：
{\displaystyle \sum _{\sigma \in S_{n}}\operatorname {sgn}(\sigma )\,\alpha _{1}^{\sigma (1)-1}\cdots \alpha _{n}^{\sigma (n)-1}=\prod _{1\leq i<j\leq n}(\alpha _{j}-\alpha _{i})}。

## 外尔維度公式
若只考慮單位元1之迹，則外尔特徵標公式 特殊化成 外尔維數公式
{\displaystyle \dim(V_{\Lambda })={\prod _{\alpha >0}(\Lambda +\rho ,\alpha ) \over \prod _{\alpha >0}(\rho ,\alpha )}},
{\displaystyle \dim(V_{\Lambda })={\prod _{\alpha >0}(\Lambda +\rho ,\alpha ) \over \prod _{\alpha >0}(\rho ,\alpha )}}
其中
- VΛ為有限維表示，其最高權為Λ；
- ρ為外尔向量，
- α 遍歴所有正根。

由於式中分子與分母俱為高階零，故必須取G中之元素漸近單位元1時之極限。

## Freudenthal 公式
Hans Freudenthal發現了權重數符合之一遞歸公式。此公式等價於外尔特徵標公式，而在某些情況下更簡便。式曰：
{\displaystyle ((\Lambda +\rho )^{2}-(\lambda +\rho )^{2})\dim V_{\lambda }=2\sum _{\alpha >0}\sum _{j\geq 1}(\lambda +j\alpha ,\alpha )\dim V_{\lambda +j\alpha }}；
其中
- Λ 為一最高權，
- λ 為另一權，
- dim Vλ 為權λ 之重數，
- ρ 為外尔向量，
- 外和中之 α 歴遍所有正根。

## 外尔-Kac 特徵標公式
外尔特徵標公式 亦適用於卡茨-穆迪代数之可積最高權表示 ——外尔-Kac 特特徵標公式。同樣地，分母恆等式亦可推廣至卡茨-穆迪代数，其在仿射李代數之特例成為Macdonald 恆等式。其在 A1 仿射李代數之例成為經典的 雅可比三重乘積恆等式：
{\displaystyle \prod _{m=1}^{\infty }\left(1-x^{2m}\right)\left(1-x^{2m-1}y\right)\left(1-x^{2m-1}y^{-1}\right)=\sum _{n=-\infty }^{\infty }(-1)^{n}x^{n^{2}}y^{n}.}
此特徵公式可推廣至广义卡茨-穆迪代数之可積最高權表示：
{\displaystyle {\sum _{w\in W}(-1)^{\det(w)}w(e^{\lambda +\rho }S) \over e^{\rho }\prod _{\alpha >0}(1-e^{-\alpha })}}
其中 S 為一修正項：
{\displaystyle S=\sum _{I}(-1)^{|I|}e^{\Sigma I}}
其中 I歴遍虚簡單根集內 所有與最高權{\displaystyle \lambda } 正交、且互相正交之有限子集；|I| 集 I 之基數，而 ΣI為集 I 內元素之和。
而Monster 李代數之 分母公式 則為椭圓模函數j之積公式： 
{\displaystyle j(p)-j(q)=\left({1 \over p}-{1 \over q}\right)\prod _{n,m=1}^{\infty }(1-p^{n}q^{m})^{c_{nm}}}。
Peterson 發現了（廣義）可對稱化卡茨-穆迪代数之根重數 mult(β) 遞歸公式。此公式等價於外尔-卡茨分母公式，但更便於計算：
{\displaystyle (\beta ,\beta -2\rho )c_{\beta }=\sum _{\gamma +\delta =\beta }(\gamma ,\delta )c_{\gamma }c_{\delta }},
其中γ 與 δ 遍歴所有正根，而 
{\displaystyle c_{\beta }=\sum _{n\geq 1}{{\rm {mult}}(\beta /n) \over n}}。

## 參攷
- Infinite dimensional Lie algebras, V. G. Kac, ISBN 0-521-37215-1
- Duncan J. Melville, , Hazewinkel, Michiel  (编), , Springer, 2001, ISBN 978-1-55608-010-4